# Розовый павильон (Павловск)
Розовый павильон, также Pavillon des Roses (с фр. «павильон роз»)  — памятник архитектуры и военной славы. Расположен в Павловске близ Санкт-Петербурга, в районе Белая Берёза Павловского парка.
Изначально эта часть территории парка относилась к даче П. И. Багратиона. После расширения парка он уступил её императрице Марии Фёдоровне.

## Описание павильона и история создания
Павильон построен архитектором А. Н. Воронихиным в 1807 году (по другим данным, в 1811—1812 году; вероятно, расхождение дат возникло из-за того, что Воронихин строил здание дачи, а также его перестраивал). Розовый павильон — самая значительная постройка архитектора в Павловском парке если не считать павильон «фонарик», оформление Египетского вестибюля и других интерьеров Большого дворца. Название павильону было дано после высадки вокруг него многочисленных кустов роз.
Здание построено из дерева, с невысоким куполом, по принципам композиции итальянского Возрождения: портик с четырьмя стоящими попарно колоннами ионического ордера по центру каждого из фасадов, в стенах сделаны высокие трёхчастные окна. Декорации и росписи на фасадах имитировали камень и скульптурные рельефы. Мебель из карельской берёзы и ясеня, вышитая цветочными мотивами, была изготовлена также по рисункам Воронихина. Согласно названию, на павильоне были установлены буквы фр. Pavillon des Roses.
На чертежах павильон назывался «Арсеналом», но как арсенал никогда не использовался, став салоном Марии Фёдоровны. Внутренний зал, «Ротонда», был украшен восемью коринфскими колоннами, с трёх сторон стояли прямоугольные проёмы, с четвёртой — камин. Ниши визуально углублены росписью в технике гризайль c имитацией объёмных розеток. По периметру ротонды, по фризу, шла роспись с узором из пальметт. Над ротондой под куполом размещена галерея с балюстрадой, поверхность купола украшена цветочной росписью на белом фоне. Один из гостей сделал в 1817 году отзыв «Здесь находится всё, что можно пожелать, жаль, что нет фортепиано», и в тот же день инструмент, фортепиано Цумпе, был установлен в павильоне и оставался в нём до 1941 года.

## Пристройка Танцевального зала
Именно в этом павильоне в июле 1814 года Мария Фёдоровна встречала сына, победителя наполеоновской Франции, императора Александра I, возвращавшегося из Парижа. Для этой встречи к павильону с восточной стороны за семнадцать дней по проекту Пьетро ди Готтардо Гонзаго пристроили Танцевальный зал. Гонзаго написал «обманки» — натянутые на деревянные рамы холсты с изображениями «прекрасной деревни с церковью, господским домом и сельским трактиром». На фоне этих декораций разыгрывали сцены с эпизодами Отечественной войны 1812 года.
Росписи Танцевального зала выполнил Д. Б. Скотти. Один из портиков после пристройки оказался внутри здания и стал играть роль декорации. Из центра плафона зала спускается большая четырёхъярусная люстра из золочёного дерева, по углам имеются четыре люстры меньшего размера. Центральная люстра украшена двадцатью подвесными гирляндами из искусственных роз из разноцветного шёлка. Между окнами установлены бра, украшенные золочёными воинскими шлемами со страусиными перьями, вся роспись посвящена победе и военной славе. На праздновании присутствовали лицеисты, в том числе А. С. Пушкин, позднее павильон стал местом встреч писателей, включая И. А. Крылова и В. А. Жуковского.

## Ворота Розового павильона
Объект культурного наследия народов РФ федерального значения. Рег. № 781610399040266 (ЕГРОКН). Объект № 7810339033 (БД Викигида)
Решётка ворот павильона отлита из чугуна по рисункам архитектора К. И. Росси в стиле русского ампира. Однако вместо античного аканта она украшена массивными венками из роз, васильков, маргариток и гирляндами из роз. Сами ворота оформлены гирляндами и венками, прутья — чередующимися розами и цветками шиповника. Во время установки решётки деревьев вокруг было немного и всё поле было покрыто цветниками, что создавало иное впечатление, нежели в настоящее время .

## Последующая история
После революции в Розовом павильоне проходили лекции и музейные выставки. В Великую Отечественную войну павильон сгорел. Новый фундамент павильона заложен в конце 1970-х годов, фасад воссоздан в 1980-х годах, затем шла отделка. Полностью восстановлен в 1990-х годах.
- Бра танцевального зала
- Танцевальный зал и оказавшийся внутри здания портик
- Решётка и ворота павильона
- Ротонда